# ターレス・マグノ・バセラール・マルチンス
ターレス（Talles）あるいはターレス・マグノ（Talles Magno）ことターレス・マグノ・バセラール・マルチンス（ポルトガル語: Talles Magno Bacelar Martins、2002年6月26日 - ）は、ブラジルのサッカー選手。ポジションはFW。

## クラブ歴
2019年にCRヴァスコ・ダ・ガマのトップチームに昇格。同年6月2日のカンピオナート・ブラジレイロ・セリエAでチアゴ・ヘイスに代わって投入されて選手初出場。8月25日のカンピオナート・ブラジレイロ・セリエAで選手初得点を記録。また、同年にはガーディアン誌のNext Generation 2019で有望株の一人として取り上げられた。

## 代表歴
U-17代表として2019 FIFA U-17ワールドカップに参加し優勝した。

## 家族
兄のカイオ・マグノもサッカー選手。